# Pistoriho palác
Pistoriho palác (starší Pisztoryho palác) je budova na Štefánikově 25 v Bratislavě v Starém Městě. Patří mezi národní kulturní památky SR.
Vybudován byl v druhé polovině 19. století v eklektickém stylu. Název dostal podle lékárníka Pisztoryho. Během socialismu sloužil jako sídlo Muzea Vladimíra Iljič Lenina, později jako Dům zahraničních Slováků.
V současnosti (min. od roku 2007) je majetkem města a spravuje ho městská část Bratislava-Staré Město. Delší dobu se nevyužívá a postupně chátrá. Staroměstská samospráva ho chce revitalizovat a využívat na kulturní účely.
Z dob, kdy sloužil jako Leninovo muzeum se zachovalo v přízemí několik mramorových tabulí.